# 贾马尔·马什本
贾马尔·马什本（英語：Jamal Mashburn，1972年11月29日—），美国NBA联盟职业篮球运动员。